# Мартин IV
Мартин IV (лат. Martinus PP. IV, в миру — Симон Монпитье де Брион, фр. Simon Monpitie de Brie (или de Brion); ок. 1210 — 28 марта 1285) — папа римский с 22 февраля 1281 года по 28 марта 1285 года.

## Биография
Симон Монпитье происходил из Бриона (Франция), его отца звали Жаном. Он обучался в Парижском университете, и, как считается, изучал юриспруденцию в Падуе и Болонье. По папской милости он получил должность каноника в аббатстве Сен-Квентин в 1238 году и провел период 1248—1259 годов каноником кафедрального собора в Руане, вскоре получив сан архидиакона.
В то же время он был назначен казначеем церкви святого Мартина в Туре. До своего избрания папой он был назначен в совет короля, который сделал его хранителем большой печати, канцлером Франции и казначеем французского королевства. Кардинальскую шапку получил из рук папы Урбана IV в 1261, став кардиналом-священником с титулом церкви Санта-Чечилия. После этого Симон переехал в Рим.
Он вернулся во Францию в качестве легата Урбана IV, а также его преемника, папы Климента IV, в 1264—1269 годах и снова в 1274—1279 годах по инициативе папы Григория X. Он стал участником переговоров о папской поддержке Карла Анжуйского. Как легат он председательствовал на нескольких Соборах, наиболее важным из которых был собор в Бурже в сентябре 1276 года.
Через шесть месяцев после смерти папы Николая III в 1280 года Карл I Анжуйский вмешался в папские выборы в Витербо, заключив в тюрьму двух влиятельных итальянских кардиналов на том основании, что они якобы мешали выборам. Без их противодействия Симон де Брион был единогласно избран на папский престол, приняв имя Мартина IV, 22 февраля 1281 года. Он принял имя Мартин IV, поскольку ошибочно были прочитаны имена двух его предшественников — Маринов (Марин I и Марин II считались соответственно Мартином II и Мартином III). Рим не желал принимать ненавистного француза как папу, поэтому Мартин IV был коронован в Орвието 23 марта 1281 года.

### Папство
В своей политике Мартин IV рьяно придерживался профранцузской ориентации. Подстрекаемый Карлом Анжуйским, который намеревался начать войну против Византии, предал анафеме византийского императора Михаила Палеолога как еретика и схизматика и благословил Орвиетский договор. Таким образом, дело Лионской унии было окончательно загублено. Вскоре, несмотря на предпринятые Мартином IV меры, на Сицилии вспыхнуло восстание, в результате которого власть над островом перешла в руки Арагонской династии (Испания). Мартин IV использовал все духовные и материальные ресурсы против Арагонской династии, чтобы спасти власть Анжуйской династии на Сицилии. Он отлучил Педро III и потребовал крестового похода против него, но все было напрасно.

### Смерть
Со смертью своего покровителя Карла Анжуйского 7 января 1285 года Мартин больше был не в состоянии оставаться в Риме. Он умер в Перудже 28 марта 1285 года, где и был похоронен.
Данте поместил его в чистилище (II часть "Божественной комедии") за чревоугодие.